# 王廷猷
王廷猷，字丹愫，山東濰縣東關人。清朝政治人物，同進士出身。

## 生平
順治二年（1645年）舉乙酉科順天府鄉試。顺治三年，登三甲第37名进士，授河南怀庆府推官。